# Hypocometa decussata
Hypocometa decussata là một loài bướm đêm trong họ Geometridae.